# بروتيوم

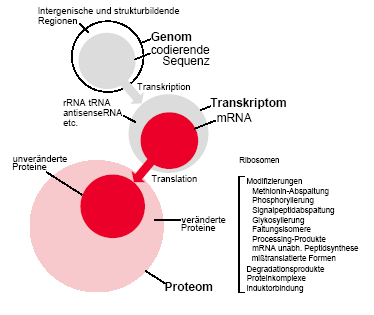

يستخدم مصطلح المحتوى البروتيني أو البروتيوم (بالإنجليزية: Proteome)‏ للإشارة إلى مجموعة البروتينات التي يتم التعبير عنها في خلية، أو جزء من الخلية (أغشية، عضيات أو غيرها) أو مجموعة من الخلايا (عضو، كائن حي أو مجموعة من الكائنات) في ظروف معينة وفي لحظة معينة.

## النظم
يمكن تطبيق مصطلح «بروتيوم» على عدة أنواع مختلفة من النظم البيولوجية. بروتيوم خلية معينة على سبيل المثال هو مجموعة من البروتينات الموجودة في نوع معين من الخلايا في ظل مجموعة معينة من الظروف البيئية كالتعرض لتحفيز الهرمونات. على نطاق أكبر، يمكن تصور البروتيوم الإجمال للكائن، كمجموعة كاملة من البروتينات المكونة من جميع بروتينات الخلايا المختلفة للكائن. الأمر هنا شبيه بالجينوم، لكن هذه المرة وبدلا من مجموع المورثات الذي يكون نفسه في جميع خلايا الكائن (كلها تقريبا)، نتحدث هنا عن المحتوى البروتيني الذي يختلف من خلية لأخرى. عطفا على ما سبق، يمكن استخدام مصطلح «البروتيوم» أيضا على نطاقات أوسع للإشارة إلى جمع البروتينات المتواجدة في بعض الأنظمة البيولوجية الخلوية الفرعية. وعليه يمكن على سبيل المثال تسمية جميع البروتينات الموجودة في فيروس معين باسم بروتيوم فيروسي.

## تاريخ
ظهر مصطلح البروتيوم لأول مرة بحلول سنة 1994 على يد الباحث الأسترالي مارك ويلكنز من جامعة ماكواري في سيدني. ظهر المصطلح للعموم في طبعة عام 1995،  مع نشر جزء من أطروحة الدكتوراه الخاصة به. حيث استخدم ويلكينز هذا المصطلح لوصف جميع البروتينات التي يعبر عنها الجينوم أو الخلية أو النسيج أو الكائن الحي بصفة عامة.

## الحجم والمحتويات
يمكن للبروتيوم أن يكون أكبر من الجينوم، خصوصا عند حقيقيات النوى، حيث يمكن من خلال عملية الوصل المتبادل إنتاج أكثر من بروتين انطلاقا من جين واحد (على سبيل المثال، جسم الإنسان يتكون وحده من 92179 بروتينا، منها 71173 نوعًا مختلفا). من ناحية أخرى، لا تترجم جميع الجينات الموجودة إلى بروتينات، زد على ذلك أن الكثير من الجينات المعروفة لا تشفر سوى على شكل حمض نووي ريبوزي. بالإضافة إلى ذلك، يختلف الحجم الكامل للبروتيوم باختلاف نوع الكائن وبيئة العيش. على سبيل المثال، تمتلك كل حقيقيات النوى والبكتيريا والعتائق والفيروسات بروتينات مشفرة في جينومها تبلغ على التوالى 15145 و3200 و2358 و42 بروتينا.

## البروتيوم المظلم أو البروتيوم غير المعرف
«البروتيوم المظلم» هو مصطلح صاغه بيرديجاو وزملاؤه لوصف مناطق البروتين التي لا تحتوي على تماثل متسلسل قابل للكشف مع بروتينات أخرى ذات بنية ثلاثية الأبعاد معروفة، وبالتالي لا يمكن أن يتم نمذجتها بالتماثل. وفقا لقاعدة بيانتات سويس بورت، من أصل 546000 بروتين تم جمعها، وجد أن حوالي 44 إلى 54 في المائة من البروتيوم عند حقيقيات النواة والفيروسات هو «مظلم»، مقارنة بحوالي 14 في المائة فقط عند العتائق والبكتيريا.

## طرق دراسة البروتيوم
هناك العديد من الطرق التي يمكن من خلالها دراسة البروتينات أو مجموعات البروتين أو حتى البروتيوم الإجمالي. تتم هذه الدراسة في أغلب الأحيان بطريق غير مباشرة، على غرار استخدام طرق الحساب وتحليلات الجينوم على سبيل المثال.

### تقنيات الفصل والفرز الكهربائي
في هذه الحالة ولدراسة البروتيوم، يتم أولا فصل البروتينات باستخدام تقنية الفصل ثنائي الأبعاد بالرحلان الكهربائي. في البعد الأول، يتم فصل البروتينات باستخدام التبئير متساوي الكهربية، الذي يقوم بفرز البروتينات على أساس الشحنة. في البعد الثاني، يتم فصل البروتينات وزنها الجزيئي باستخدام تقنية الفصل إس دي إس بايج.

#### كروماتوغرافيا الإقصاء الحجمي
يمكن الاستعانة بتقنية الكروموتوغرافيا بغرض فصل بروتين في محلول أو في ظل ظروف افساد باستخدام هلام مسامي فقط. يقوم مبدأ عمل هذه التقنية على حقيقة أن الجزيئات الأصغر عليها أن تعبر حجما أكبر في النسيج المسامي المستعمل. لذلك فإن البروتينات ذات الأحجام المختلفة ستحتاج إلى كمية مختلفة من الشاطف (أو المذيب) للوصول إلى الطرف الآخر من عمود الهلام لتجمع من هناك.

### فحوصات تكامل البروتين
تستخدم فحوصات تكامل أجزء البروتينات في الغالب للكشف عن تفاعلات البروتين-بروتين. في المقابل، تقنية التهجين المزدوج، التي تكشف عن التفاعل المادي بين اثنين من البروتينات تبقى الأكثر شعبية، لكن مع وجود عدد من الاختلافات، سواء في المختبر وفي الجسم الحي.

### مطيافية الكتلة
يمكن تحدد بصمة كتلة الببتيد
لبروتين معين عن طريق قطعه إلى ببتيدات قصيرة، يتم على ضوئها استنتاج هوية البروتين من خلال مطابقة كتل الببتيد المرصودة مع قاعدة بيانات تسلسلية تم تخزينها مسبقا. من ناحية أخرى، يمكن أن يحصل مطياف الكتلة الترادفية على معلومات تسلسلية من الببتيدات الفردية عن طريق عزلها، وصدمها مع غاز غير متفاعل، ومن ثم فهرسة الأيونات المجزأة الناتجة.
قامت مجلة نيتشر البريطانية بحلول شهر مايو لسنة 2014، بنشر مسودة خريطة للبروتيوم البشري. تم إنشاءها بالاستعانة بمطياف كتلة عالي الدقة. حيث قدمت هذه الدراسة لمحة عن 30 عينة نسيجية طبيعية للإنسان، الشئ الذي أدى إلى تحديد البروتينات المشفرة بواسطة 17294 مورثة. وهو ما يمثل قرابة 84 في المائة من مجموع الجينات المشفرة بواسطة البروتينات المشروحة.